# 李维庆

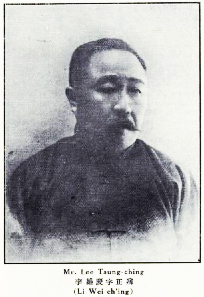

李维庆（英文拼写：Li Wei-ch'ing 或 Lee Tsung-ching），1878年—？，清朝末年民国初年天津大买办。字正卿，浙江省宁波人。现存生平资料缺乏，逝年不详，但列于民国《北洋时期实业界名人》。

## 生平
出自宁波府镇海县（今属北仑区）名门世家小港李家，属“维”字辈。早年就读于上海中西书院，后北上津门从商。曾先后担任天津德商兴隆洋行买办，天津比商良济洋行买办，美商美丰洋行买办。

## 遗迹
- 天津著名的国民饭店，是李投资建造。